# Domus del Mito
La Domus del Mito est un site archéologique situé dans le centre ville de Sant'Angelo in Vado, province de Pesaro et d'Urbino dans la région des Marches,.

## Description
La domus, située près du Campo della Pieve, a été construite vers la fin du Ier siècle apr. J.-C. et mesure environ 1 000 m2 et est agrémentée d'un riche complexe de mosaïques figuratives bichromes et polychromes. 
La domus représente la découverte archéologique la plus importante mise au jour au cours des 50 dernières années ; le nombre élevé de personnages, pour la plupart liés à la mythologie classique, lui a valu le surnom de « Domus del Mito » (domus du mythe). 
Les sols en mosaïque, de bonne et d'excellente qualité, et pour la plupart magnifiquement conservés, présentent divers sujets qui montrent l'inclusion de l'ancienne ville de Tifernum Mataurense dans le circulation des modèles et des ouvriers spécialisés, et la présence en elle d'une population cultivée et raffinée. Parmi les thèmes représentés, on distingue : Neptune et Amphitrite sur le char triomphal tiré par des hippocampes, suivis de Dionysos, dieu du vin puis arrivant au visage pétrifiant de Méduse. 
Une autre salle spectaculaire est le triclinium dans lequel sont représentées des scènes de chasse et de pêche entourées d'un répertoire festif de motifs géométriques en noir et blanc.

## Galerie

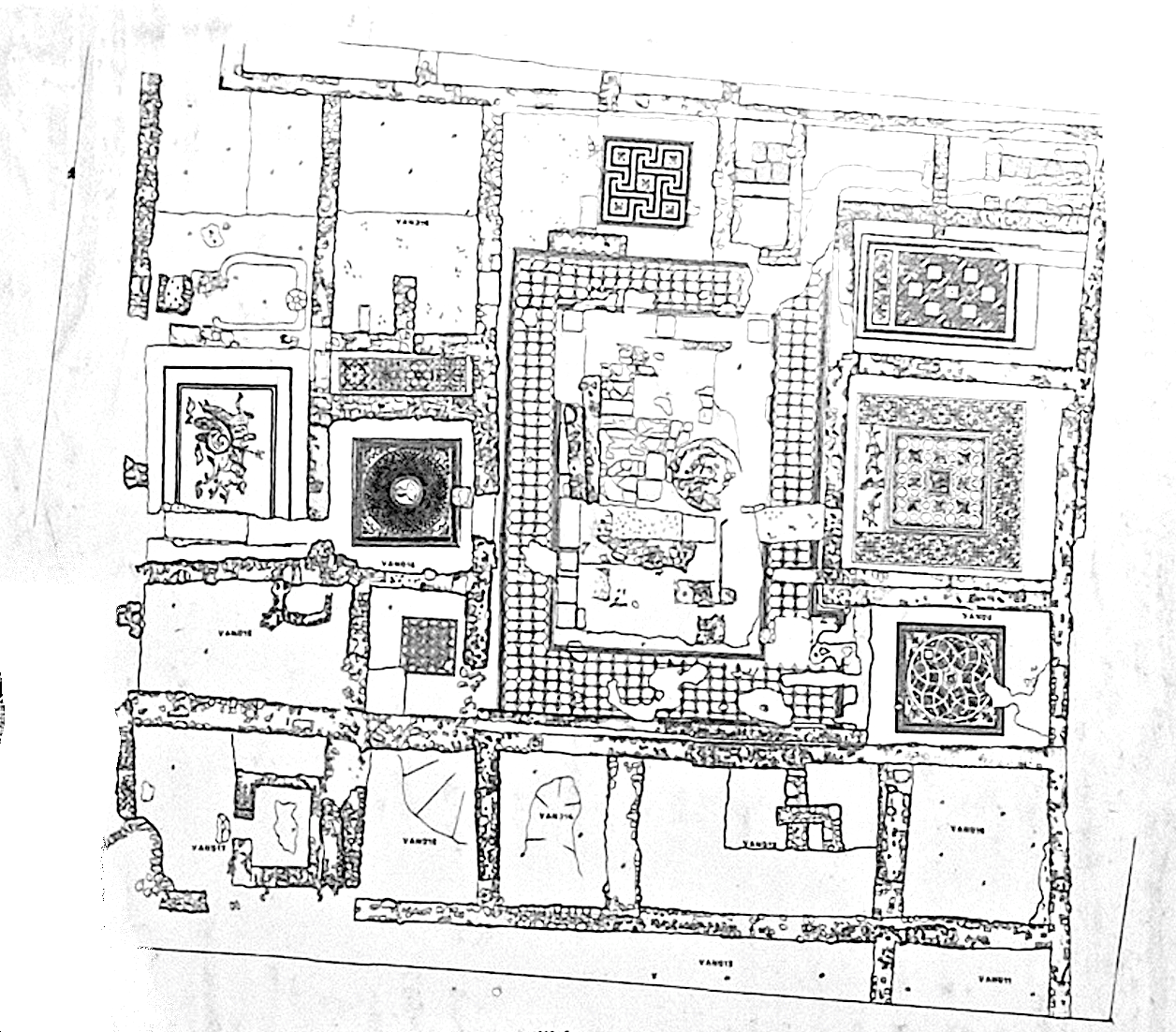
Plan de la Domus.
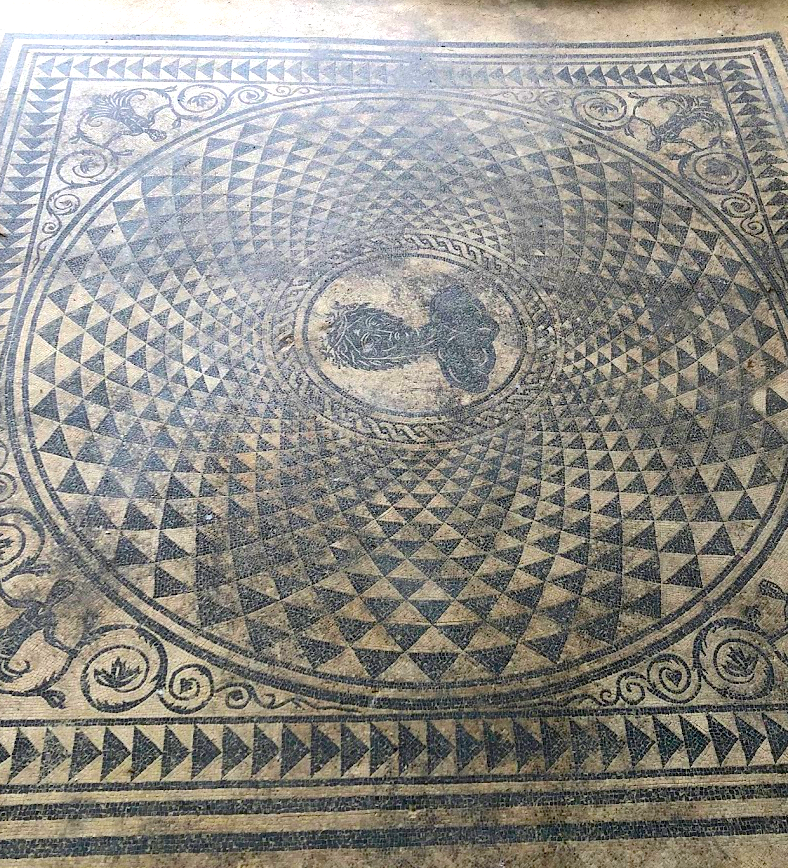
Dionysos.
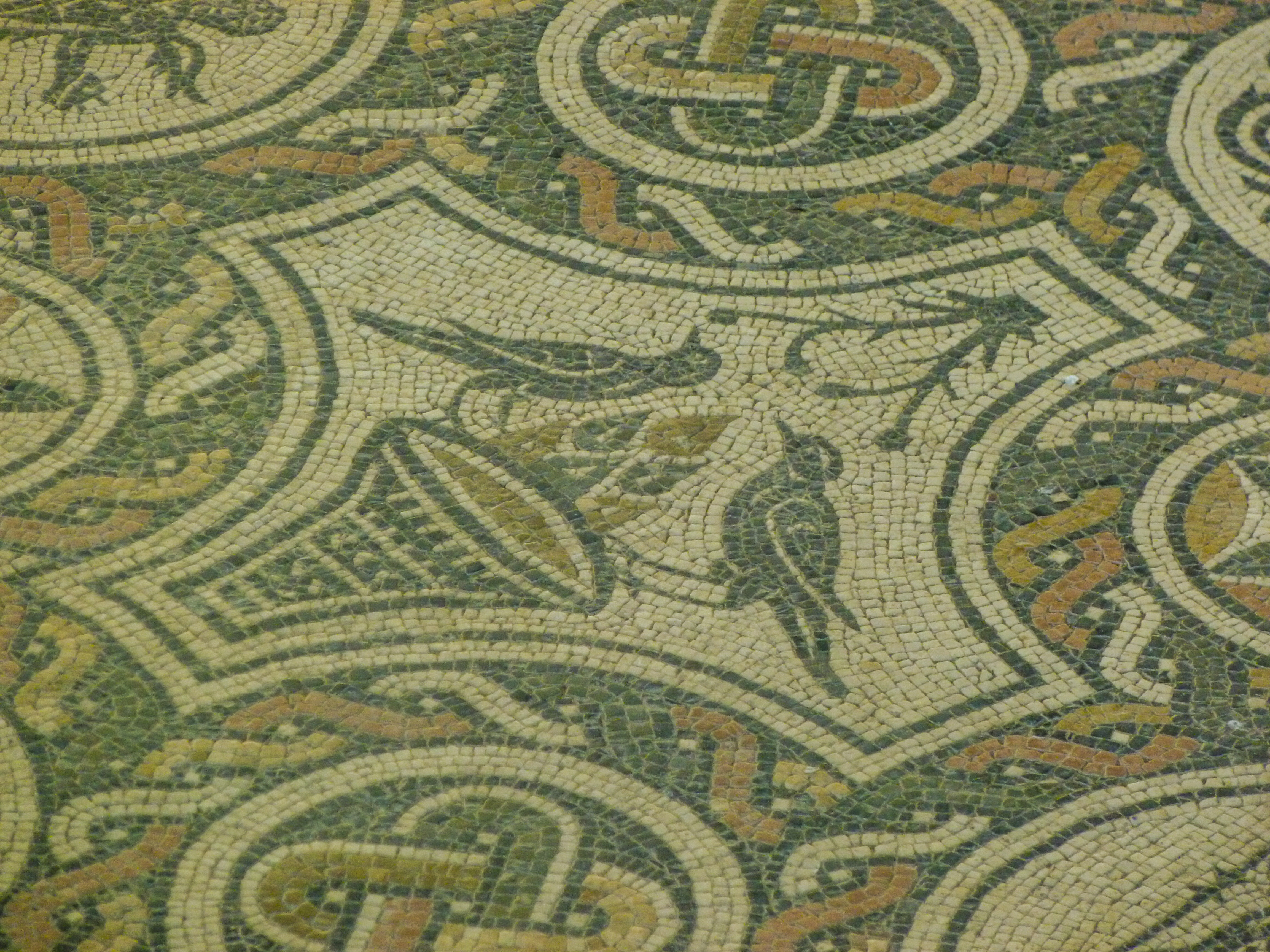
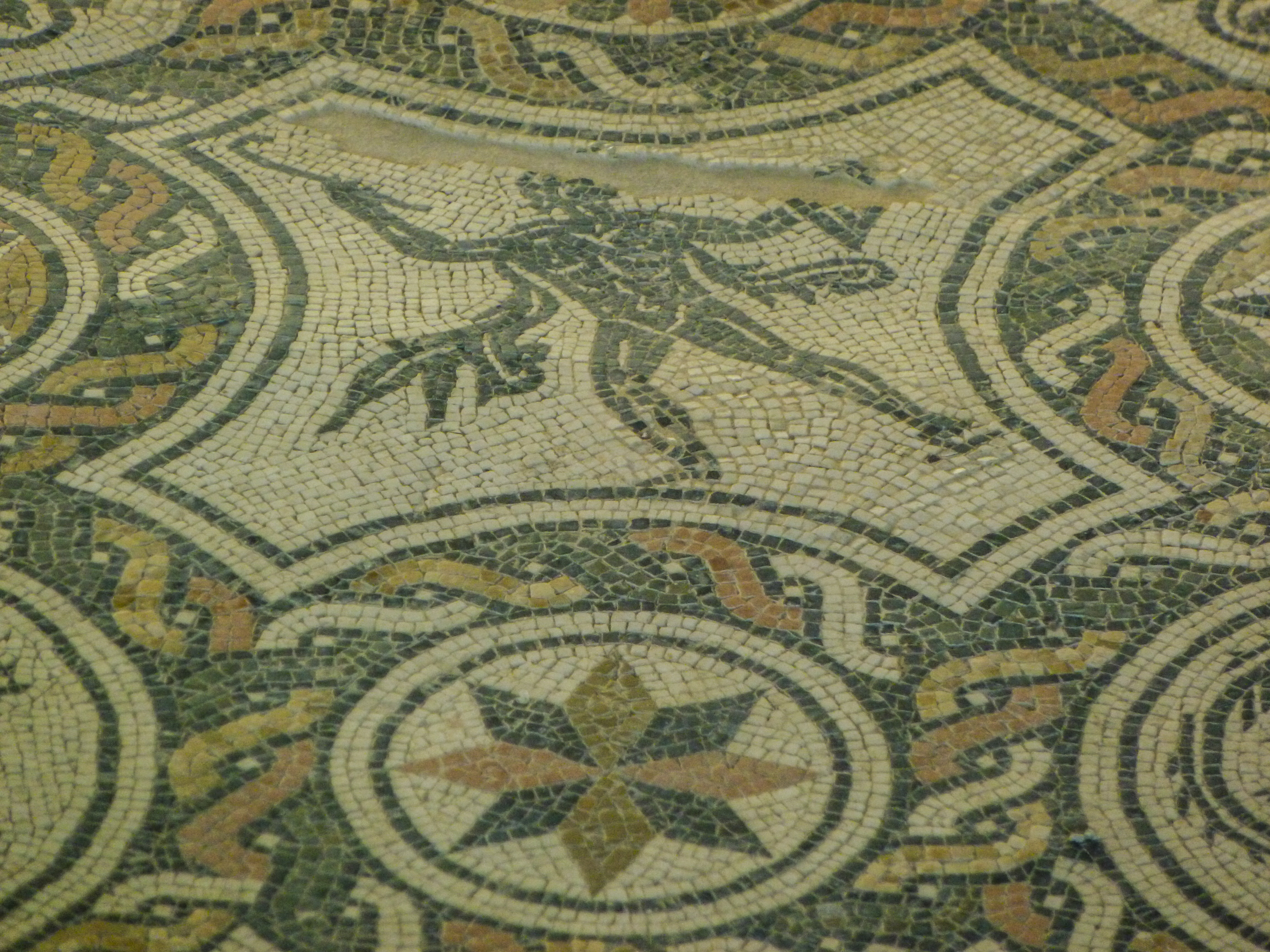